# Pretorska palača
Pretorska palača v Kopru se nahaja na Titovem trgu in poleg bližnje stolnice spada med osrednje arhitekturne spomenike Kopra.
Na pomembnost Pretorske palače, s strani Čevljarske ulice opozarja več grbov in napisnih plošč. Pretorska palača je današnji videz dobila sredi 15. stoletja. Spremembe na njej so Benetke vnesle kot način oblasti. Takrat je v palači bil sedež podeštata, kapitanov in Velikega sveta. Veliki svet je sestavljalo koprsko plemstvo, podesta pa je združeval tako civilno kot vojaško oblast.
Iz pisnih virov vemo, da so se največji gradbeni posegi na Pretorski palači začeli po velikem uporu leta 1348, ta dela so bila leta 1380 uničena. S strani Titovega trga ima Pretorska palača zunanje stopnišče, končano leta 1447. Grbi upraviteljev na pročelju pa pričajo, da je bila balustrada zaključena šele v začetku 16. stoletja. Leta 1481 je Giovanni Vitturi oblikoval spremembe, namesto nekdanjih gotskih, je izdelal renesančna polkrožna okna. V os čelnega plašča je vstavljen kip Pravice. Leta 1968 je bila Pretorska palača statično sanirana in v pritličju je bil odprt gostinski lokal Capris, ki danes ne deluje več. Pretorska palača zapira južni rob osrednjega koprskega trga. Nadstropna palača z zunanjim stopniščem in dvignjenima stolpastima traktoma na vzhodu in zahodu obvladuje stranico trga. 
Pretorska palača je najbolj reprezentančen profani objekt v Kopru. S poznogotsko-renesančnim pročeljem in raznorodnimi notranjimi prostori sega v vrh profanih palač svojega časa v Sloveniji. Stavbo so zgradili na prostoru dveh starejših hiš iz sredine 13. stoletja. V drugi polovici 13. stoletja so stavbi povezali z ložo, kasneje so ju večkrat prezidali in dozidali v objekt z značilnostmi beneške gotike in vseh kasnejših predelav. 
Med stolpastima robnima deloma je široko nadstropno pročelje z nizom oken, s stopniščem in rizalitnim balkonom na loku in dveh podpornikih, z balkonom ob dvorani in s številnimi okrasnimi grbi, klesano zgodovino Kopra. Gibelinski zobčasti nadzidek so nad glavno pročelje postavili l. 1664. Med cinami stoji kamnita skulptura Pravice, oborožene z mečem. V stavbnem tkivu so razpoznavni pritlična loža, v nadstropju dvorani velikega in malega sveta, več pomožnih dvoran, soban in nekdanji stanovanjski prostori. Notranjost je za reprezentančne potrebe občine predelana in urejena s stilnim pohištvom v slavnostno dvorano, pisarne in v pritličju, razstavne prostore.
Ob vogalu stranskega pročelja palače je klesana plošča z odprtino, značilna beneška "bocca del leone", kamor so metali anonimna sporočila za župana.
Danes je v Pretorski palači lociran Turistično informacijski center, poročna dvorana, sejna dvorana sveta Mestne občine Koper, stara lekarna in v njej ima svoje prostore, tudi Univerza na Primorskem. V njej ima svoj kabinet tudi koprski župan.  